# Lista dos aviões mais produzidos
Estes são os aviões mais vendidos no mundo.

## Acima de 15 mil unidades
| Nome                 | Número de unidades | Nação           | Observações                               |
| -------------------- | ------------------ | --------------- | ----------------------------------------- |
| Cessna 172           | 40.000             | EUA             | Ainda em produção                         |
| Ilyushin Il-2        | 36.163             | União Soviética | Avião de combate mais produzido           |
| Messerschmitt Bf 109 | 35.000             | Alemanha        |                                           |
| Polikarpov Po-2      | 33.000             | União Soviética | Biplano mais produzido                    |
| Supermarine Spitfire | 24.000             | Reino Unido     |                                           |
| Piper J-3 Cub        | 20.191             | EUA             | Avião de treinamento civil mais produzido |
| Focke-Wulf Fw 190    | 20,000             | Alemanha        |                                           |
| B-24 Liberator       | 18.482             | EUA             | Bombardeiro mais produzido                |
| Beechcraft Bonanza   | 17.200             | EUA             | Ainda em produção                         |
| Mil Mi-8             | 17.000             | União Soviética | Helicóptero mais produzido                |
| Antonov An-2         | 17.000             | União Soviética |                                           |
| Yakovlev Yak-9       | 16.769             | União Soviética |                                           |
| P-51 Mustang         | 15.875             | EUA             |                                           |
| P-47 Thunderbolt     | 15.686             | EUA             |                                           |
| T-6 Texan            | 15.495             | EUA             |                                           |

## Entre 10 mil e 15 mil unidades
| Nome                    | Número de unidades | Nação           | Observações              |
| ----------------------- | ------------------ | --------------- | ------------------------ |
| Junkers Ju 88           | 15.000             | Alemanha        |                          |
| Messerschmitt Bf 110    | 15.000             | Alemanha        |                          |
| Hawker Hurricane        | 14.000             | Reino Unido     |                          |
| Curtiss P-40            | 13.738             | EUA             |                          |
| Douglas DC-3            | 13.140             | EUA             |                          |
| B-17 Flying Fortress    | 12.731             | EUA             |                          |
| F4U Corsair             | 12.571             | EUA             |                          |
| F6F Hellcat             | 12.275             | EUA             |                          |
| Mikoyan-Gurevich MiG-15 | 12.000             | União Soviética | Caça a jato mais vendido |
| Vickers Wellington      | 11.461             | Reino Unido     |                          |
| Petlyakov Pe-2          | 11.427             | União Soviética |                          |
| Avro Anson              | 11.029             | Reino Unido     |                          |
| Mikoyan-Gurevich MiG-21 | 11.000             | União Soviética |                          |
| A6M Zero                | 11.000             | Japão           |                          |
| UH-1 Iroquois           | 10.392             | EUA             |                          |
| B-25 Mitchell           | 10,131             | EUA             |                          |
| Mikoyan-Gurevich MiG-17 | 10,000             | União Soviética |                          |

## Entre 8 mil e 10 mil unidades
| Nome                    | Número produzido | Nação           | Observações |
| ----------------------- | ---------------- | --------------- | ----------- |
| P-38 Lightning          | 9.942            | EUA             |             |
| Lavochkin La-5          | 9.920            | União Soviética |             |
| F-86 Sabre/FJ Fury      | 9.860            | EUA             |             |
| Avenger                 | 9.837            | EUA             |             |
| P-39 Airacobra          | 9.584            | EUA             |             |
| Polikarpov I-16         | 9.450            | União Soviética |             |
| Piper PA-18             | 9.000            | EUA             |             |
| Beechcraft model 18     | 9.000            | EUA             |             |
| Yakovlev Yak-18         | 9.000            | União Soviética |             |
| Yakovlev Yak-1          | 8.720            | União Soviética |             |
| Mikoyan-Gurevich MiG-19 | 8.500            | União Soviética |             |
| SPAD S.XIII             | 8.472            | França          |             |
| Bell 206 Jetranger      | 8.460            | EUA             |             |
| Avro 504                | 8.340            | Reino Unido     |             |

## Entre 7 mil e 8 mil unidades
| Nome                    | Número de unidades | Nação       | Observações |
| ----------------------- | ------------------ | ----------- | ----------- |
| de Havilland Mosquito   | 7.781              | Reino Unido |             |
| F4F Wildcat             | 7.722              | EUA         |             |
| F-84 Thunderjet         | 7.524              | EUA         |             |
| Douglas DB-7            | 7.478              | EUA         |             |
| Avro Lancaster          | 7.377              | Reino Unido |             |
| Heinkel He 111          | 7.00               | Alemanha    |             |
| Mil Mi-2                | 7.200              | Polônia     |             |
| de Havilland Tiger Moth | 7,105              | Reino Unido |             |

## Entre 6 mil e 7 mil unidades
| Nome                 | Número de unidades | Nação           | Observações |
| -------------------- | ------------------ | --------------- | ----------- |
| Curtiss JN-4         | 6.813              | EUA             |             |
| Tupolev SB           | 6.656              | União Soviética |             |
| Polikarpov I-15      | 6.519              | União Soviética |             |
| Yakovlev Yak-7       | 6.399              | União Soviética |             |
| LaGG-3               | 6.258              | União Soviética |             |
| Ilyushin Il-10       | 6.226              | União Soviética |             |
| Handley Page Halifax | 6.176              | União Soviética |             |
| Beechcraft King Air  | 6.000              | EUA             |             |
| Sopwith 1½ Strutter  | 6.000              | Reino Unido     |             |
| Junkers Ju 87        | 6.000              | Alemanha        |             |

## Entre 5 mil e 6 mil unidades
| Nome                    | Número de unidades | Nação           | Observações                 |
| ----------------------- | ------------------ | --------------- | --------------------------- |
| Bristol Beaufighter     | 5.928              | Reino Unido     |                             |
| Nakajima Ki-43          | 5.919              | Japão           |                             |
| Lavochkin La-7          | 5.753              | União Soviética |                             |
| Sopwith Camel           | 5.500              | Reino Unido     |                             |
| Breguet 14              | 5.500              | França          |                             |
| Yokosuka K5Y            | 5.500              | Japão           |                             |
| Cessna AT-17            | 5.422              | EUA             |                             |
| Bristol F.2 Fighter     | 5.329              | Reino Unido     |                             |
| B-26 Marauder           | 5.288              | EUA             |                             |
| Boeing 737              | 5.242              | EUA             | Aeronave civil mais vendida |
| S.E.5                   | 5.205              | Reino Unido     |                             |
| Ilyushin Il-4           | 5.200              | União Soviética |                             |
| F-4 Phantom II          | 5.195              | EUA             |                             |
| Mikoyan-Gurevich MiG-23 | 5.047              | União Soviética |                             |
| Yakovlev Yak-12         | 5.000              | União Soviética |                             |